# 貴陽北駅
貴陽北駅（きようきたえき/簡体字: 贵阳北站）は中華人民共和国貴州省貴陽市観山湖区にある中国鉄路総公司（CR）成都鉄路局が管轄する駅である。
本項では、近接する貴陽軌道交通の貴陽北站駅（きようきたえき）についても記述する。

## 所属路線
中国鉄路総公司
滬昆旅客専用線
貴広旅客専用線
渝貴線
貴開都市間鉄道
貴陽軌道交通
■１号線

## 歴史
2014年12月25日に開業した。

## 駅構造

### 中国鉄路総公司
地上駅で、駅舎の総面積は55,000㎡である。プラットホームは15面32線を有する。

## 隣の駅
中国鉄路総公司
長昆旅客専用線
貴陽東駅 - 貴陽北駅 - 平壩南駅
成貴旅客専用線
貴陽北駅 - 貴陽駅
渝貴線
貴陽東駅 - 貴陽北駅
貴開都市間鉄道
貴陽北駅 - 貴陽東駅
貴陽軌道交通
■1号線
白鷺湖駅 - 貴陽北站駅